# Brachyptera demirsoyi
Brachyptera demirsoyi är en bäcksländeart som beskrevs av Kazanci 1983. Brachyptera demirsoyi ingår i släktet Brachyptera och familjen vingbandbäcksländor. Inga underarter finns listade i Catalogue of Life.